# Nieenzymatyczne brunatnienie
Zasugerowano, aby zintegrować ten artykuł z artykułem Ciemnienie nieenzymatyczne. Nie opisano powodu propozycji integracji.
może być powodowane m.in. karmelizacją oraz reakcją Maillarda. Również orto-dwufenole, np. kwas chlorogenowy, kawowy lub flawony ulegają utlenieniu tlenem z powietrza w obecności jonów żelaza Fe+2 związanych w bezbarwnych kompleksach z fenolami (głównie kwasem chlorogenowym) fo Fe3+, co powoduje zabarwienie tych kompleksów. Ciemnieniu temu przeciwdziałają kwasy organiczne, zwłaszcza kwas cytrynowy, który wiąże jony żelaza tworząc z nim bezbarwne kompleksy. Reakcja a zachodzi np. podczas gotowania bulw ziemniaka